# Kurt Weidner
Kurt Weidner fue un deportista alemán que compitió en luge en la modalidad doble. Ganó dos medallas en el Campeonato Europeo de Luge, plata en 1935 y oro en 1937.

## Palmarés internacional
| Campeonato Europeo | Campeonato Europeo | Campeonato Europeo | Campeonato Europeo |
| Año                | Lugar              | Medalla            | Prueba             |
| ------------------ | ------------------ | ------------------ | ------------------ |
| 1935               | Krynica (Polonia)  | Medalla de plata   | Doble              |
| 1937               | Oslo (Noruega)     | Medalla de oro     | Doble              |